# Chāl Tāsīān
Chāl Tāsīān (persiska: چال تاسيان, چالتاسيان) är en ort i Iran.   Den ligger i provinsen Teheran, i den centrala delen av landet, 50 km sydost om huvudstaden Teheran. Chāl Tāsīān ligger 945 meter över havet och antalet invånare är 444.
Terrängen runt Chāl Tāsīān är platt.Runt Chāl Tāsīān är det tätbefolkat, med 297 invånare per kvadratkilometer. Närmaste större samhälle är Qarchak, 14,8 km nordväst om Chāl Tāsīān. Trakten runt Chāl Tāsīān består till största delen av jordbruksmark.